# Электрическое торможение
Электрическое торможение (динамическое торможение, динамический тормоз) — вид торможения, при котором тормозной эффект достигается за счёт преобразования кинетической и потенциальной энергии транспортного средства (поезд, троллейбус и т. д.) в электрическую. Данный вид торможения основан на таком свойстве тяговых электродвигателей, как «обратимость», то есть возможность их работы в качестве генераторов.

## Типы
По преобразованию полученной электроэнергии различают:
- реостатное торможение: электрическая энергия преобразуется в тепловую в тормозных резисторах;
- рекуперативное торможение: электрическая энергия возвращается в контактную сеть, либо заряжает тяговые аккумуляторы или суперконденсаторы;
- их сочетание — рекуперативно-реостатное торможение;
- реверсивное торможение — торможение противотоком.
- динамическое торможение, при котором обмотка статора асинхронного двигателя отключается от сети переменного тока и включается на постоянное напряжение. При этом энергия торможения выделяется в самом двигателе.

## Применение
Электрическое торможение получило широкое распространение практически на всех видах электротранспорта: от высокоскоростных электропоездов до маневровых тепловозов, на трамваях, троллейбусах, метрополитене и даже на многих кранах.

### Электрическое торможение на железнодорожном подвижном составе
На локомотивах и моторвагонном подвижном составе железных дорог широко применяется рекуперативное, реостатное, либо рекуперативно-реостатное электрическое торможение.
Преимущества применения электрического торможения на железнодорожном подвижном составе:
- повышение безопасности движения поездов (за счёт наличия электрической системы торможения в дополнение к пневматической);
- снижение износа тормозных колодок и бандажей колёсных пар, снижение затрат на содержание пневматических колодочных тормозов (за счёт снижения частоты применения пневматических колодочных тормозов);
- повышение скорости движения поездов на затяжных спусках (за счёт возможности длительного включения электрического торможения в отличие от пневматического);
- возможность автоматизации процессов торможения (например, автоматизация поддержания заданной машинистом тормозной силы), что облегчает управление торможением.[1]

Недостатки электрического торможения на железнодорожном подвижном составе:
- реализуется только движущими осями подвижного состава, поэтому не может осуществляться прицепными вагонами моторвагонных поездов, пассажирскими и грузовыми вагонами. При наличии в поезде таких вагонов будет тормозить лишь часть поезда (например, только локомотив);
- повышение температуры обмоток тяговых двигателей (за счёт применения тяговых двигателей как в режиме тяги, так и в режиме торможения);
- повышение массы подвижного состава (за счёт установки дополнительного оборудования для электрического торможения);
- усложнение электрической схемы подвижного состава и системы управления электрооборудованием (за счёт дополнительных функций для выполнения режима электрического торможения).[2]